# Paramastax annulipes
Paramastax annulipes är en insektsart som beskrevs av Morgan Hebard 1924. Paramastax annulipes ingår i släktet Paramastax och familjen Eumastacidae. Inga underarter finns listade i Catalogue of Life.